# Kristine Lund
Kristine Thomine Sørine Lund, född Berthelsen 14 juni 1852 i Løkken i Danmark, död 16 mars 1948 i Hjørring, var en dansk fotograf.
Hon gifte sig 1873 med manufakturhandlaren i Løkken Carl Frederik Christian Lund (död 1885) och fick tre döttrar. Mannen avvek dock 1881 i samband med en konkurs.
Kristine Lund började 1879 i liten skala öppna en affärsrörelse som förläggare för hemmafärgning. År 1882, ett år efter det att mannen lämnat landet, började hon med fotografi. År 1884 har fotograferandet tagit en sådan omfattning att hon kunde flytta till närbelägna Hjørring och öppna en ateljé där. Efter det att barnen tidigare splittrats, kunde hon åter samla sina barn i Hjørring.
År 1888 utvidgade hon ateljén och anställde lärlingen Helga Andersen. År 1896 kunde hon låta uppföra ett stort hörnhus mitt emot järnvägsstationen, Jernbanegade 24, där hon inrättade en ny och större ateljé, och 1899 öppnade hon en filial i Lønstrup för att exploatera den begynnande turismen där.
När hon blivit 58 år gammal, överlät hon 1910 sin framgångsrika rörelse till den tidigare lärlingen Helga Andersen. Denna drev den till 1935 och efterträddes av Ida Madsen och Asta Jarlund.  Dessa lade ned ateljén 1969, efter det att där tagits omkring 125.000 bilder. Vid nedläggningen överlämnades negativen från 1882–1969, inklusive Kristine Lunds, till Historisk Arkiv vid Vendsyssel Historiske Museum.